# Nathaniel Holmes Bishop
Pour les articles homonymes, voir Bishop.
Nathaniel Holmes Bishop "the third" (Medford, 23 mars 1837 – Glen's Falls, 2 juillet 1902) est un explorateur américain qui parcourt les voies navigables de l'est du pays en canot à la fin du XIXe siècle.

## Biographie
Nathaniel Holmes Bishop nait en 1837 à Medford (Massachusetts). 
Dès 1855, à l'âge de 17 ans, il randonne à travers l'Amérique du Sud depuis sa maison de Medford,  jusqu'à Buenos Aires, avec quelques provisions et 45 $ en poche. Il fait, à pied, 1600 kilomètres à travers l'Argentine et le Chili. Il en tire un premier récit de voyage : « The Pampas and Andes : A Thousand Mile Walk Across South America », publié en 1869.  
En 1864, il s'installe dans le comté d'Ocean. Il produit des canneberges près de Hanovre. En 1872, il déménage à Manahawkin, New Jersey (en),  près de la baie de Barnegat, se passionne pour le canoë, spécialement pour un modèle dessiné par l'écossais « Rob Roy » MacGregor qu'il utilise pour voyager sur les fleuves d'Europe. Sur l'un des « canots de papier » construits par l'entreprise d'Elisha Waters à Troy, il relie le golfe du Mexique depuis la ville de Québec en 1874-5 et publie le récit de son aventure en 1878. 
Après avoir essayé cinq « sneak boats Barnegat » - petits bateaux de bois - en 1875, il en fait construire un en bois de cèdre, le « Centennial Republic » et descend à la rame l'Ohio et le Mississippi jusqu'en Floride. Son bateau est exposé à l'exposition universelle de Philadelphie en 1876 puis à la Smithsonian Institution. Il publie en 1879 « Four Months in a Sneak-Box » qui raconte ce voyage. 
Bishop correspond avec de nombreux canoéistes grâce au magazine Forest and Stream (en) où écrit le journaliste George Washington Sears dit « Nessmuk » qui popularise les canoës ultralégers fabriqués par J. Henry Rushton de Canton, New York. 
Bishop fédère les clubs de canoë américains. L'American Canoe Association (en) est formée en 1880, après une réunion sur le lac George. Bishop en devient le secrétaire.

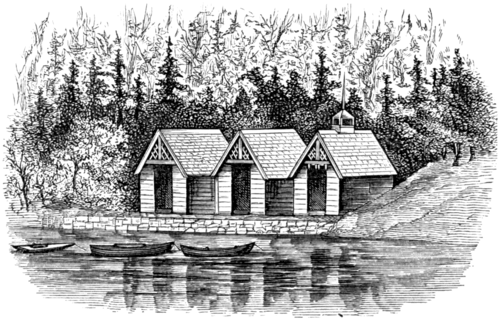
Les trois canots de Bishop sur le lac George : le Mayeta, le canot de papier et le duck-boat

Ayant a réussi dans la culture de la canneberge, il possède une soixantaine de propriétés ainsi que des maisons sur le lac George, à Monrovia, en Californie, à Lake Worth en Floride, et sur Water Street, Toms River. 
Dans son testament, en 1902, N. J. Bishop et son épouse Mary Ball Bishop (25 mai 1843 - 6 décembre 1898) prévoient le financement d'une bibliothèque publique pour le canton de Douvres par l'achat d'un terrain et la confection des plans d'un grand bâtiment géorgien en briques. Leur souhait ne se concrétise sur Washington Street, à l'est de Main Street à Toms River, que le 16 janvier 1941.

## «En canot de papier»
Nathaniel Holmes Bishop entreprend le 4 juin 1874, à l'âge de 37 ans un voyage depuis la ville de Québec à destination du Golfe du Mexique. Durant les années 1874-5,  il pagaye donc jusqu'en Floride.
Il part d'abord avec un matelot, sur un canot voile-aviron en bois à clins de 5m 50, pesant 150 kg, le « Mayeta », vite abandonné avec son matelot au profit d'un canoë très léger, le  « Maria Theresa », canot en papier de 26 kg construit par Elisha Waters à Troy.

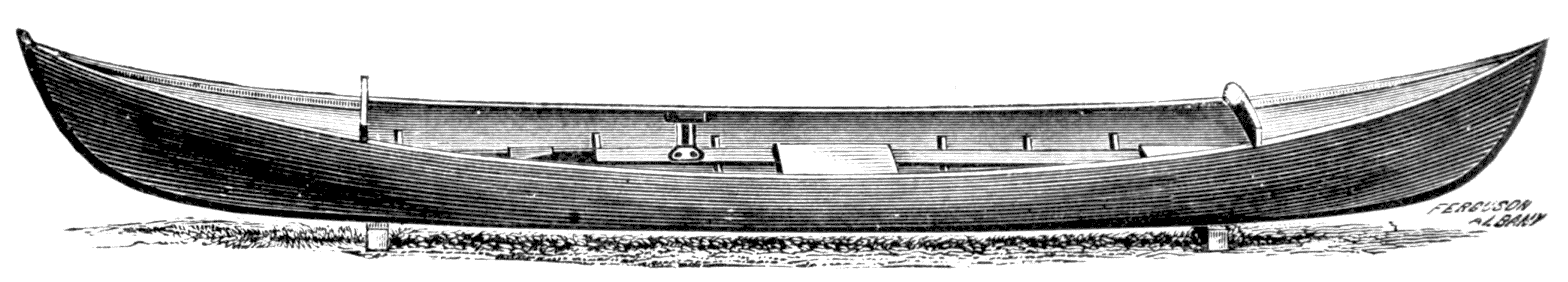
Le canot de papier "Maria Theresa"

Il abandonna ses voiles incommodes à Philadelphie, préférant ramer ou pagayer le reste du trajet, selon qu'il navigue en eau libre ou sur des petits cours d'eau.
Depuis Troy, il navigue sur l'Hudson jusqu’à New York, puis traverse le Port de New York jusqu’au Delaware par le canal Raritan. Du Delaware, Bishop descend à Philadelphie et dans la baie de la Delaware où il chavire lors d'un grain. Bishop tire le bateau à terre, arrive à réparer les déchirures de la peau de papier avec de la gomme-laque. Il continue par le canal du marais de Dismal et le Hatteras et (au prix de quelques portages) par les rivières intérieures vers le golfe du Mexique à Cedar Keys. Il met cinq mois pour son voyage, sans que son bateau de papier n'ait jamais été hors de l'eau plus de trois jours à la suite, et sans subir d'avaries sérieuses. 
Il publie en 1878 Voyage of the Paper Canoe (En canot de papier, de Québec au golfe du Mexique). Le livre connait un grand succès aux États-Unis et en France où il sort simultanément et fait des émules. 
Ainsi, le baron Emile Tanneguy de Wogan (1850-1906), homme de lettres et explorateur, membre du conseil maritime du Yacht club de France, défenseur du végétarisme, président de la Société végétarienne de Paris, qui se réclame de Bishop, effectue plusieurs voyages dans un canoë en papier. Il en rend compte, en 1887, en un style fleuri, dans un livre intitulé « Voyages du canot en papier, le "Qui Vive" et aventures de son capitaine ».

## Le Bishop Memorial
Le bâtiment de la bibliothèque Bishop Memorial est construit en 1941 pour servir de bibliothèque publique à Toms River en utilisant l'héritage de Nathaniel Holmes Bishop et de son épouse Mary Ball. La bibliothèque publique pour le canton de Dover, devenu le canton de Toms River,  rejoint l'ensemble des bibliothèques du comté d'Ocean dans les années 1970. La bibliothèque Bishop Memorial subit une rénovation complète en 2009.

## Œuvres
- The Pampas and Andes : A thousand Mile Walk across South America, 1869, 310 p. (en ligne en anglais en image & en plein texte ici)
- Voyage of the paper canoe (En canot de papier...), 1878, 316 p. (en ligne : en anglais ; en français)
- Four months in a Sneak-Box, 1879, (en ligne en anglais ; Four Months in a Sneak-box sur Google Livres, avec les images.